# Lucien Rudaux
Lucien Rudaux (1874 – 1947) là một nghệ sĩ, một nhà thiên văn người Pháp. Ông đã tạo ra các bức tranh về chủ đề không gian vũ trụ nổi tiếng vào những năm 1920 và 1930.
Hố va chạm Rudaux trên Hỏa tinh, tiểu hành tinh 3574 Rudaux cùng với Giải thưởng Tưởng niệm Lucien Rudaux được đặt theo tên ông.

## Tiểu sử
Lucien Rudaux là con trai của họa sĩ Edmond Rudaux, và là ông nội của cuộc hôn nhân của nhà vật lý người Pháp Francis Rocard. Năm 1892, ông gia nhập Société Astronomique de France. Năm 1894, ông thành lập một đài thiên văn ở Donville. Năm 1895-1896, ông hoàn thành nghĩa vụ quân sự tại Granville. Từ năm 1903, ông là nhà văn và nghệ sĩ khoa học cho Tự nhiên và, từ năm 1905, cho L'I [. Ông đã tham gia nghĩa vụ quân sự từ tháng 8 năm 1914 trong Trung đoàn Bộ binh Lãnh thổ 79. Năm 1915, ông tham gia bộ phận điều dưỡng thứ 10 cho đến năm 1917. Năm 1936, ông sống ở 113 Boulevard Saint-Michel ở Paris. Năm 1912, ông được bổ nhiệm làm Cán bộ Hướng dẫn Công cộng. Ông là thành viên của Hiệp hội Thiên văn học Pháp và Văn phòng Khí tượng Quốc gia. Năm 1936, ông được phong tước hiệp sĩ (Chevalier) trong Legion of Honor. Hoạt động thiên văn Ông là giám đốc của một đài thiên văn nhỏ, Donville-les-Bains ở Normandy, và góp phần thành lập "Thiên văn học" trong "Palais de la découverte". Sách L. Rudaux, G. Wrapsouleurs; Thiên văn học (1962) Ấn phẩm bằng tiếng Pháp Librairi Garnier Frères, biên soạn. (1915). Ce qu'on voit dans le ciel - khái niệm pratiques d'astronomie (bằng tiếng Pháp). Paris. Alphonse Berget (1923). Librairi Larousse (chủ biên). Le Ciel (bằng tiếng Pháp). Paris., Minh họa bởi Lucien Rudaux. Ấu trùng, (1925). Manuel Pratique Keyboardstronomie (bằng tiếng Pháp). Paris. (phiên bản sau này năm 1952, với cộng tác viên Gérard de Vaucouleurs) Ấu trùng, ed. (1937). Sur Les Autres Mondes (bằng tiếng Pháp). Paris. (phiên bản sau. 1990) Nouvelles Éditions Latines, ed. (1947). 